# Aalborg Katedralskole
Aalborg Katedralskole er Nordjyllands ældste gymnasium. Det præcise årstal for skolens start kendes ikke, men historiske dokumenter viser, at Kong Christian 3. i 1540 skænkede skolen en fløj i det gamle Helligåndskloster i Aalborg. Skolen modtog flere donationer fra adelige. I de første mange år var kirken en integreret del af skolen men i 1814 flyttede den fra klosteret til bygninger i Jomfru Ane Gade. I 1886-1889 fik skolen sin nuværende placering i en nybygget skole i Sct. Jørgens Gade (opr. Saxogade), tegnet af V.Th. Walther. Skolen blev ombygget 1924-1926 ved Einar Packness og udbygget 1959-1960 ved Leopold Teschl.
Skolen er siden blevet udbygget et par gange, blandt andet i 1980'erne, hvor sportshallen og naturfagsfløjen blev opført 1980-1982 ved Torben Stokholms tegnestue efter tegning af Kjær & Richter. I 2015 blev underetagen i naturfagsfløjen renoveret. Senest er en helt ny bygning blevet taget i brug med 10 nye klasselokaler, således at skolen er nu bedre rustet til at imødekomme de nye undervisningsformer, som er en del af gymnasie- og hf-reformen. Skolens hovedbygning er nyindrettet med blandt andet et bibliotek- og studiecenter i stueetagen.
Christian Warming er skolens rektor. Der er omkring 110 lærere ved Aalborg Katedralskole og ca. 880 elever, der er fordelt på 27 gymnasieklasser og 8 hf-klasser.
I 2010 blev der oprettet en HF-klasse for elever med autisme-spektrumforstyrrelser på skolen, som et forsøg i samarbejde med Autismecenter Nord-Bo.

## Rektorer
- 1811-1845 Emmanuel Tauber (5.6.1776-31.1.1847)
- 1845-1863 Poul Hagerup Tregder (21.7.1815-20.5.1887)
- 1863-1868 Georg Frederik Vilhelm Lund (28.7.1820-3.2.1891)
- 1868-1872 Johannes Nicolai Georg Forchhammer (20.3.1827-19.7.1909)
- 1872-1875 Peter Knudsen Blichert (14.4.1828-28.1.1894)
- 1875-1887 David Hornsyld Bøggild (28.2.1829-22.5.1887)
- 1887-1902 Rudolf Albert Emil Ankjær (27.11.1834-22.6.1919)
- 1902-1917 Johan Reimer Zerlang (28.3.1849-3.1.1917)
- 1917-1921 Søren Neersø (26.3.1868-10.9.1948)
- 1921-1927 Henrik Bang (11.8.1882-8.3.1964)
- 1927-1936 Thorvald Christian Thors (4.4.1887-3.11.1947)
- 1936-1955 Kjeld Galster (19.10.1885-6.6.1960)
  - 1942-1944 Bernhard Paludan-Müller Hage (2.12.1877-10.12.1958) (konstitueret indtil 31.10.1944)
  - 1944-1945 Nikolaj Hother Stegmann (født 8.8.1890) (konstitueret 1.11.1944-7.5.1945)
- 1955-1977 Kaj Erik Løber (født 7.1.1907)
- 1977-1988 Henning Spure Nielsen
- 1988-2003 Ulla Kürstein Jensen
- 2003-     Christian Warming

## Studieretninger
Aalborg Katedralskole udbyder nu 13 studieretninger på Stx
Naturvidenskabelig
1) Matematik A, Fysik A, Kemi B (MA-FY-Ke)
2) Matematik A, Kemi A, Fysik B (MA-KE-Fy)
3) Matematik A, Fysik B, Kemi B (MA-Fy-Ke)
4) Matematik A, Bioteknologi A, Fysik B (MA-BT-Fy)
5) Biologi A, Kemi B (BI-Ke)
Samfundsvidenskabelig
6) Samfundsfag A, Engelsk A (SA-EN)
7) Samfundsfag A, Matematik A (SA-MA)
Sproglig
8) Engelsk A, Tysk A, Samfundsfag B (EN-TY-Sa)
9) Engelsk A, Fransk begynder A, Samfundsfag B (EN-FRB-Sa)
10) Engelsk A, Spansk A, Tysk B (EN-SP-Ty) (NB. mat c)
11) Engelsk A, Spansk A, Latin C (EN-SP-la) (NB. mat b)
Kunstnerisk
12) Musik A, Engelsk A (MU-EN)
13) Musik A, Matematik A (MU-MA)
HF-fagpakker
HF-1) Samfundsfag B, Matematik B (Sa-Ma)
HF-2) Matematik B, Fysik C (Ma-fy)
HF-3) Idræt B, Psykologi C (Id-ps)
HF-4) Samfundsfag B, Psykologi C (Sa-ps)
På hf er de obligatoriske fag
dansk A, engelsk B, idræt C og kultur- og samfundsfag.
På hf C-niveau tilbydes følgende valgfag
Filosofi, fysik, psykologi, billedkunst, design, musik, mediefag, tysk fortæsttersprog, fransk begyndersprog og fortsættersprog.
Valgfag på hf B-niveau er følgende
Billedkunst, biologi, design, filosofi, fysik, geografi, idræt, kemi, matematik, mediefag, musik, psykologi, religion, samfundsfag, tysk fortsættersprog og spansk begyndersprog.
Valgfag på hf A-niveau er følgende
Engelsk.

## Festudvalg
Ydun er skolens festudvalg og står for at arrangere fem af skolens årlige fester. Udvalget startede som en digterklub i midten af 1800-tallet, men udviklede sig hurtigt til at blive et festudvalg.